# Kostel Nejsvětější Trojice (Trnava)
Kostel Nejsvětější Trojice je (jezuitský) kostel v Trnavě.
Kostel sloužil původně řeholi trinitářů, kteří se v Trnavě usadili v roce 1712. Vysvěcen byl v roce 1729 kanovníkem Janem Okoličánym. Po zrušení řehole připadl kostel a klášter jezuitům, kteří ho opravili v roce 1875. Jednolodní stavba má lunetovou klenbu, dosedající na mohutné pilastry vytvářející mělké boční kaple. Výzdobě dominuje obraz zakladatelů řehole trinitářů na hlavním oltáři od malíře F. A. Maulbertsche z roku 1778.